# Cronologia da pré-história humana
Essa cronologia da pré-história humana compreende o tempo desde a primeira aparição do Homo sapiens na África, 300.000 anos atrás, até a invenção da escrita e o início da história, 5.000 anos atrás. Assim, abrange o tempo desde o Paleolítico Médio (Idade da Pedra Antiga) até o início da história mundial.
Todas as datas são aproximadas, sujeitas a revisão com base em novas descobertas ou análises.

## Paleolítico Médio
Ver Cronologia da evolução humana, Cronologia da história natural da Terra para a história evolutiva anterior.
- 315.000 anos atrás: data aproximada de aparecimento do Homo sapiens (Jebel Irhoud, Marrocos).
- 270.000 anos atrás: idade do haplogrupo A-Y-DNA A00 ("Adão cromossomial-Y").
- 250.000 anos atrás: primeira aparição do Homo neanderthalensis (caveiras de Saccopastore).
- 250.000 a 200.000 anos atrás: presença humana moderna na Ásia Ocidental (caverna Misliya).
- Há 230.000 a 150.000 anos: idade do haplogrupo mt-DNA L ("Eva mitocondrial").
- 210.000 anos atrás: presença humana moderna no sudeste da Europa (Apidima, Grécia).[1]
- 195.000 anos atrás: omo permanece (Etiópia).[2]
- 170.000 anos atrás: os humanos estão vestindo roupas até essa data.[3]
- Há 160.000 anos: Homo sapiens idaltu.
- 150.000 anos atrás: população da África: separação Khoisanid, idade do haplogrupo mt-DNA L0.
- 125.000 anos atrás: pico do período interglacial eemiano.
- 120.000 anos atrás: os aborígines australianos do SE estavam cozinhando em fornos. Característica do carvão e pedra queimada #1 (CBS1) localizada dentro de sedimentos costeiros de dunas em Moyjil (Point Ritchie), Warrnambool, que datação geomórfica e OSL independente indica que é da última idade interglacial (há aproximadamente 120.000 anos).
- 120.000 a 90.000 anos atrás: Pluvial Abbassia no norte da África - a região do deserto do Saara é úmida e fértil.
- 120.000 a 75.000 anos atrás: a migração migratória de Khoisanid da África Austral para a África Oriental.[4]
- 100.000 anos atrás: estruturas mais antigas do mundo (blocos de arenito inseridos em um semicírculo com uma base oval) construídas no Egito perto de Uádi Halfa, perto da fronteira moderna com o Sudão.[5]
- Há 82.000 anos: pequenas contas perfuradas de conchas do Taforalt, no Marrocos, são a evidência mais antiga de adorno pessoal encontrado em qualquer lugar do mundo.[6]
- Há 80.000 a 70.000 anos: origem africana recente: separação de africanos subsaarianos e não africanos.
- 75.000 anos atrás: Supererupção do vulcão Toba que pode ter contribuído para que as populações humanas fossem reduzidas para cerca de 15.000 pessoas.[7]
- 70.000 anos atrás: o primeiro exemplo de arte abstrata ou arte simbólica da Caverna Blombos, África do Sul - pedras gravadas com padrões de grade ou hachura.[8]

## Paleolítico Superior
"Epipaleolítico" ou "Mesolítico" são termos para o período de transição entre o Último Máximo Glacial e a Revolução Neolítica nas culturas do Velho Mundo (Eurásia).
- 80.000 a 40.000: evidências da cultura aborígine australiana.[9][10]
- 67.000 a 40.000 anos atrás: mistura de neandertais aos eurasianos.
- 50.000 anos atrás: a primeira agulha de costura encontrada. Feito e usado por denisovanos.[11]
- 50.000 a 30.000 anos atrás: Pluvial Musteriense no norte da África. A região desértica do Saara é úmida e fértil. Última Idade da Pedra começa na África.
- 45.000 a 43.000 anos atrás: os primeiros seres humanos modernos da Europa.[12]
- 45.000 a 40.000 anos atrás: Culturas Chatelperronense na França.[13]
- 42.000 anos atrás: evento de Laschamp, uma excursão geomagnética com grandes implicações para os humanos da época.[14][15]
- 42.000 anos atrás: flautas paleolíticas na Alemanha.[16]
- 42.000 anos atrás: a evidência mais antiga de tecnologia avançada de pesca em alto mar no local da caverna de Jerimalai em Timor-Leste—demonstra habilidades marítimas de alto nível, e por implicação, a tecnologia necessária para fazer travessias oceânicas para chegar à Austrália e outras ilhas, pois eles estavam pescando e consumindo grande número de grandes peixes de profundidade, como o atum.[17][18]
- 41.000 anos atrás: o hominídeo de Denisova vive nas Montanhas Altai.
- 40.000 anos atrás: extinção do Homo neanderthalensis.[13]Escultura do Homem-leão (Aurignaciano, 40.000 a 35.000 anos atrás)

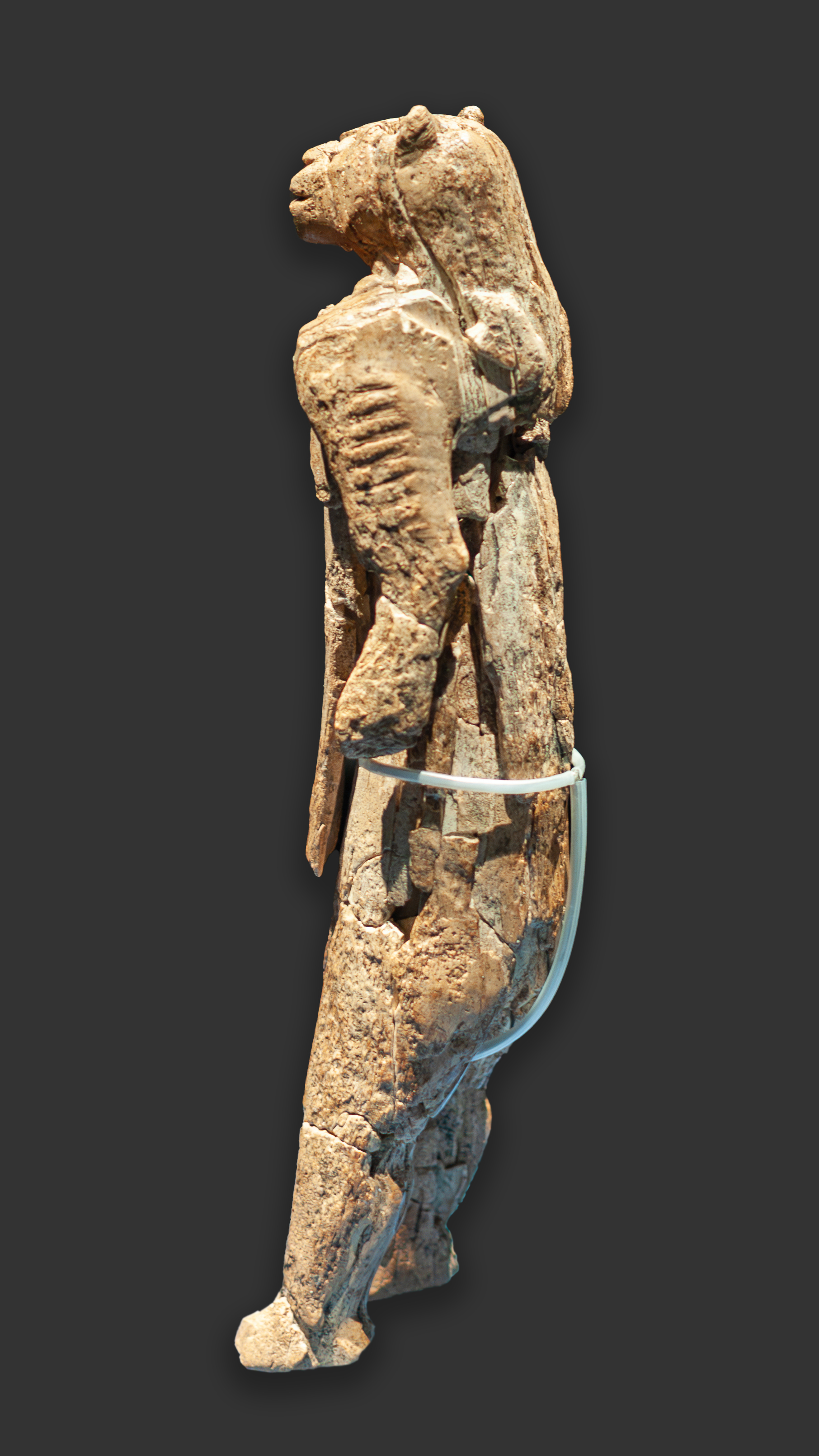
Escultura do Homem-leão (Aurignaciano, 40.000 a 35.000 anos atrás)

- 40.000 anos atrás: a cultura aurignaciana começa na Europa.[19]
- 40.000 anos atrás: a arte figurativa mais antiga conhecida, a estatueta zoomórfica de Löwenmensch.[20]

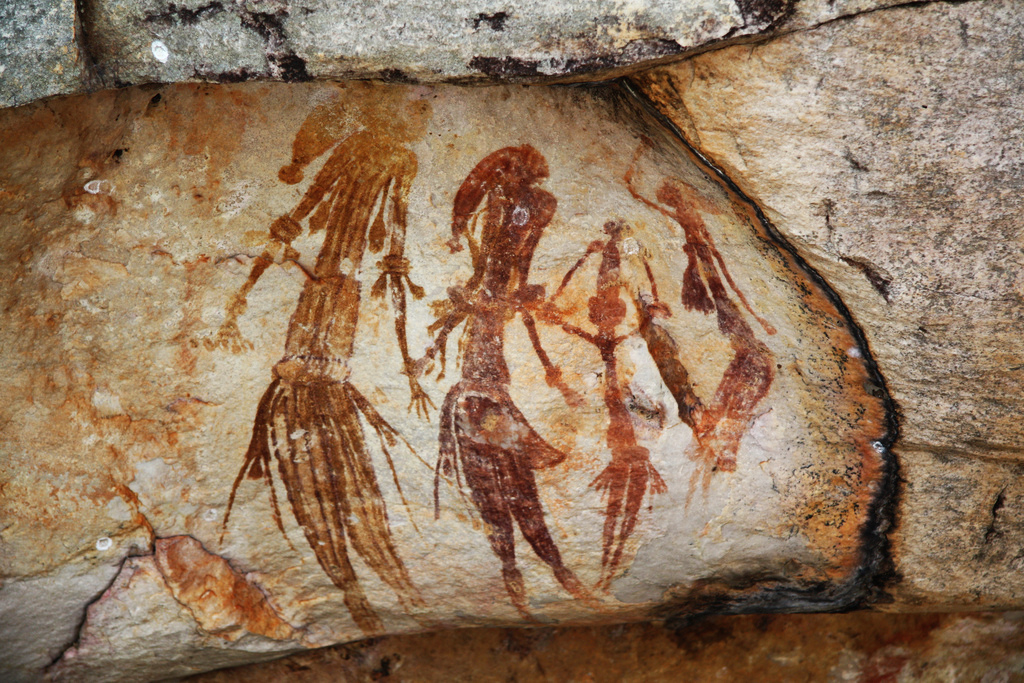
Pinturas rupestres de Gwion Gwion encontrado no noroeste Região Kimberley na Austrália Ocidental.

- 40.000 a 30.000 anos atrás: primeiros assentamentos humanos formados por aborígenes australianos em várias áreas que hoje são as cidades de Sydney,[21][22] Perth[23] e Melbourne.[24]
- 40.000 a 20.000 anos atrás: o mais antigo ritual de cremação conhecido, a Mungo Lady, no Lago Mungo, Austrália.
- 35.000 anos atrás: a mais antiga arte figurativa conhecida de uma figura humana em oposição a uma figura zoomórfica (Vênus de Hohle Fels).
- 33.000 anos atrás: as primeiras evidências de humanoides na Irlanda.[25]
- 31.000 a 16.000 anos atrás: Último Máximo Glacial (pico em 26.500 anos atrás).
- 30.000 anos atrás: a tradição das pinturas rupestres começa nos abrigos rupestres de Bhimbetka, na Índia, que atualmente, como coleção, é a mais densa concentração conhecida de arte rupestre. Numa área de cerca de 10 km2, existem cerca de 800 abrigos rochosos dos quais 500 contêm pinturas.[26]
- 29.000 anos atrás: os primeiros fornos encontrados.
- 28.500 anos atrás: a Nova Guiné é povoada por colonos da Ásia ou da Austrália.[27]
- 28.000 anos atrás: a corda torcida mais antiga conhecida.
- 28.000 a 24.000 anos atrás: cerâmica conhecida mais antiga—usada para fazer estatuetas em vez de cozinhar ou armazenar recipientes (Vênus de Dolní Věstonice).
- 28.000 a 20.000 anos atrás: Período Gravetiano na Europa. Arpões e serras inventados.
- 26.000 anos atrás: pessoas em todo o mundo usam fibras para fazer porta-bebés, roupas, bolsas, cestos e redes.
- 25.000 anos atrás: uma aldeia composta por cabanas construídas com pedras e ossos de mamute é fundada no que hoje é Dolní Věstonice, na Morávia, na República Tcheca. Dolní Věstonice (sítio arqueológico) é o assentamento humano permanente mais antigo que já foi encontrado por arqueólogos.[28]
- 24.000 anos atrás: acredita-se que o urso-das-cavernas tenha se extinguido.[29]
- 24.000 anos atrás: evidências sugerem humanos vivendo no Alasca e Yukon na América do Norte.[30]
- 23.000 a 21.000 anos atrás: as primeiras pegadas humanas conhecidas na América do Norte foram deixadas no que hoje é o Parque Nacional de White Sands, Novo México.[31] é também a evidência mais antiga conhecida das civilizações Oasisamérica, que eventualmente se tornaram as culturas do moderno norte do México e sudoeste dos Estados Unidos.
- 21.000 anos atrás: artefatos sugerem que a atividade humana primitiva ocorreu em Camberra, a capital da Austrália.[32]
- 20.000 anos atrás: cultura Kebaran no Levante: início do Epipaleolítico no Levante.
- 20.000 anos atrás: teorizou a data mais antiga de desenvolvimento das roupas tradicionais de pele Inuit.[33]
- 20.000 a 10.000 anos atrás: expansão dos Coissãs para a África Central.[4]
- 20.000 a 19.000 anos atrás: uso mais antigo da cerâmica, na caverna Xianren, China.[34]
- 18.000 a 12.000 anos atrás: embora as estimativas variem amplamente, os estudiosos acreditam que o afro-asiático era falado como uma única língua por volta desse período.[35]
- 16.000 a 14.000 anos atrás: homem de Minatogawa (fenótipo protomongoloide) em Okinawa, Japão.
- 16.000 a 11.000 anos atrás: expansão dos caçadores-coletores do Cáucaso para a Europa.
- 16.000 anos atrás: Wisent (bisão europeu) esculpido em argila no fundo da caverna agora conhecida como Le Tuc d'Audoubert nos Pirenéus franceses perto do que é hoje a fronteira da Espanha.[36][37]
- 15.000 a 14.700 anos atrás (13.000 a.C. a 12.700 a.C.): data mais antiga suposta para a domesticação do porco.
- 14.200 anos atrás: os restos mortais de cães domésticos mais antigos pertencem ao cão Bonn-Oberkassel que foi enterrado com dois humanos.
- 14.000 a 12.000 anos atrás: evidência mais antiga de guerra pré-histórica (Jebel Sahaba, cultura natufiana).
- 13.000 a 10.000 anos atrás: Último Máximo Glacial, fim do Último Período Glacial, clima esquenta, geleiras recuam.
- 13.000 anos atrás: um grande surto de água ocorre no Lago Agassiz, que na época poderia ter o tamanho do atual Mar Negro e o maior lago da Terra. Grande parte do lago é drenado no Oceano Ártico através do Rio Mackenzie.
- 13.000 a 11.000 anos atrás: datas mais antigas sugeridas para a domesticação das ovelhas.
- 12.900 a 11.700 anos atrás: Dryas Recente, um período de resfriamento repentino e retorno às condições glaciais.
- c. 12.000 anos atrás: erupções vulcânicas nas Montanhas Virunga bloquearam o fluxo do Lago Quivu para o Lago Eduardo e o sistema do Nilo, desviando a água para o Lago Tanganica. O comprimento total do Nilo é encurtado e a superfície do Lago Tanganica é aumentada.
- 12.000 anos atrás: datas mais antigas sugeridas para a domesticação da cabra.

## Holoceno

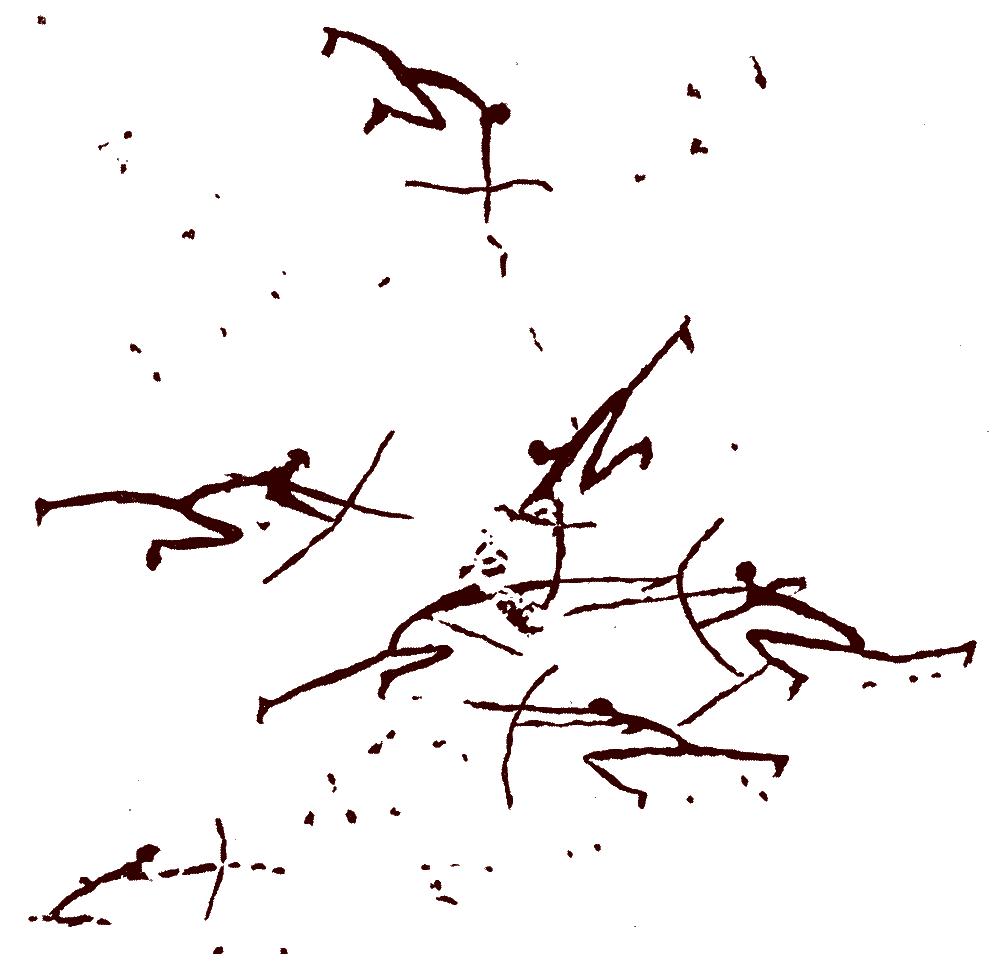
Pintura rupestre de uma batalha entre arqueiros, Morella la Vella, Espanha, a mais antiga representação conhecida de combate. Essas pinturas datam de 7200 a 7400 anos atrás.

Os termos "Neolítico" e "Idade do Bronze" são específicos da cultura e são principalmente limitados às culturas do Velho Mundo. Muitas populações do Novo Mundo permanecem no estágio cultural mesolítico até o contato europeu no período moderno.

### Décimo e nono milênio a.C.
- 11.600 anos atrás (9.600 a.C.): um período abrupto de aquecimento global acelera o recuo glacial; considerada como o início da época geológica do Holoceno.
- 11.600 anos atrás: Jericó tem evidências de assentamentos que datam de 9.600 a.C. Jericó era um acampamento popular para grupos de caçadores-coletores natufianos, que deixaram uma dispersão de ferramentas microlíticas crescentes atrás deles.[39]
- 11.200–11.000 anos atrás: pulso de água derretida 1B, uma elevação repentina do nível do mar em 7,5 m (25 pés) em cerca de 160 anos.
- 11.000 anos atrás (9.000 a.C.): data mais antiga registrada para a construção de estruturas cerimoniais temenoi em Göbekli Tepe, no sul da Turquia, possivelmente o mais antigo local proto-religioso sobrevivente na Terra.[40]
- 11.000 anos atrás (9.000 a.C.): urso-de-cara-achatada e preguiças gigantes foram extintos. Os equídeos estão extintos na América do Norte.
- 11.000-8.000 anos atrás (9.000 a.C. a 7.000 a.C.): os Anasazi, no atual Novo México e no sudoeste dos Estados Unidos, iniciam sua Era Arcaica-Recente basketmakers. Levando a estilos de arte em cerâmica e cestaria que ainda são usados na região. Bem como as primeiras estruturas no estilo de arquitetura Pueblo, incluindo algumas das vistas no Parque Histórico Nacional da Cultura Chaco.
- 10.500 anos atrás (8.500 a.C.): data mais antiga suposta para a domesticação do gado.
- 10.000 anos atrás (8.000 a.C.): o evento de extinção do Quaternário, que está em andamento desde meados do Pleistoceno, conclui. Muitos da megafauna da era do gelo foram extintos, incluindo o megatério, o rinoceronte-lanudo, o alce-gigante, o urso-das-cavernas, o leão-das-cavernas e o último dos felinos dente-de-sabre. O mamute foi extinto na Eurásia e na América do Norte, mas foi preservado em pequenas populações de ilhas até aproximadamente 1650 a.C.
- 10.800–9.000 anos atrás: Biblos parece ter sido colonizada durante o período PPNB, aproximadamente 8.800 a 7.000 a.C. Restos neolíticos de alguns edifícios podem ser observados no local.[41][42]
- 10.000–8.000 anos atrás (8.000 a.C. a 6.000 a.C.): o aumento do nível do mar desacelera pós-glacial, retardando a submersão de massas de terra que ocorreu nos 10.000 anos anteriores.
- 10.000–9.000 anos atrás (8.000 a.C. a 7.000 a.C.): no norte da Mesopotâmia, agora norte do Iraque, começa o cultivo de cevada e trigo. A princípio, eles são usados para cerveja, sopa de aveia e sopa, eventualmente para pão.[43] Na agricultura inicial desta época, o pau de plantação era usado, mas foi substituído por um arado primitivo nos séculos seguintes.[44] Por volta dessa época, uma torre redonda de pedra, agora preservada com cerca de 8,5 metros (28 pés) de altura e 8,5 metros (28 pés) de diâmetro, foi construída em Jericó.[45]
- 10.000–5.000 anos atrás (8.000–3.000 a.C.): ancestrais idênticos apontam: em algum momento neste período viveu o último subgrupo da população humana consistindo daqueles que eram todos ancestrais comuns de todos os humanos atuais, o resto não tendo descendentes atuais.[46]

### Oitavo a quinto milênio a.C.
- 9.500–5.500 anos atrás: Neolítico sub-pluvial no Norte da África. A região do deserto do Saara suporta um ambiente de savana. O Lago Chade é maior que o atual Mar Cáspio. Uma cultura africana se desenvolve em toda a atual região do Sahel.
- 9.500 anos atrás (7500 a.C.): assentamento urbano Çatalhöyük fundado na Anatólia. Suposta data mais antiga para a domesticação do gato.
- 9.200 anos atrás: Primeiro assentamento humano em Amã, na Jordânia; o assentamento neolítico de ʿAin Ghazal foi construído abrangendo uma área de 15 hectares (37 acres).[47]
- 9.000 anos atrás (7.000 a.C.): a cultura Jiahu começa na China.
- 9.000 anos atrás: primeira fermentação de peixe em grande escala no sul da Suécia.[48]
- 9.000 anos atrás: assentamento humano de Mergar, um dos primeiros locais com evidências de agricultura e pastoreio no sul da Ásia. Em abril de 2006, a Nature observa que a evidência mais antiga (e a primeira do início do Neolítico) para a perfuração de dentes humanos in vivo (isto é, em uma pessoa viva) foi encontrada em Mergar.[49]
- 8.200–8.000 anos atrás: evento de 8200 ap: uma queda repentina das temperaturas globais, provavelmente causada pelo colapso final da camada de gelo Laurentide, que leva a condições mais secas na África Oriental e na Mesopotâmia.
- 8.200–7.600 anos atrás (6.200–5.600 a.C.): aumento súbito do nível do mar (Pulso de água derretida 1C) em 6,5 m (21 pés) em menos de 140 anos; isso conclui o aumento do nível do mar no início do Holoceno e o nível do mar permanece amplamente estável durante o Neolítico.[50]
- 8.000–5.000 anos atrás: (6.000 a.C.–3.000 a.C.): desenvolvimento da proto-escrita na China, sudeste da Europa (símbolos Vinča) e oeste da Ásia (cuneiforme proto-literado).
- 8.000 anos atrás: evidências de habitação no local atual de Alepo datam de cerca de c. 8.000 anos atrás, embora as escavações em Tell Qaramel, 25 quilômetros (16 milhas) ao norte da cidade mostrem que a área era habitada há cerca de 13.000 anos,[51] a datação por carbono-14 em Tell Ramad, nos arredores de Damasco, sugere que o o local pode ter sido ocupado desde a segunda metade do sétimo milênio a.C., possivelmente por volta de 6300 a.C.[52] No entanto, existem evidências de assentamentos na bacia mais ampla de Barada datando de 9.000 a.C.[53]
- 7.500 anos atrás (5500 a.C.): fundição de cobre em evidência em Pločnik e outros locais.
- 7.700–6.500 anos atrás (5700–4500 a.C.): cultura Vinča.
- 7.200–6.000 anos atrás (5200–4000 a.C.): fase Għar Dalam em Malta. Primeiros assentamentos agrícolas na ilha.[54][55]
- 6.300 ou 6.350 anos atrás: A erupção do Akahoya cria a Caldeira Kikai e encerra a cultura Jomon homogênea mais antiga no Japão. Quando a cultura Jomon se recupera, ela mostra diferenças regionais.[56]
- 6.100–5.800 anos atrás: 4100–3800 a.C.: fase Żebbuġ, Malta.
- 6.070 a 6.000 anos atrás (4.050 a 4.000 a.C.): construção tripiliana no assentamento de Nebelivka (Ucrânia) que atingiu 15.000 a 18.000 habitantes.[57][58]
- 6.500 anos atrás: o tesouro de ouro mais antigo conhecido depositado na Necrópole de Varna, Bulgária.
- 6.000 anos atrás (4.000 a.C.): as civilizações se desenvolvem na região da Mesopotâmia/Crescente Fértil (em torno da localização do atual Iraque). Supostas datas mais antigas para a domesticação do cavalo e para a domesticação da galinha, invenção da roda de oleiro.

### Pré-história pelas regiões do mundo
- Pré-história do Oriente Próximo
  - Pré-história da Mesopotâmia (antes de 3000 a.C.)
  - Pré-história do Egito (antes de 3000 a.C.)
  - Pré-história da Anatólia (antes de 2000 a.C.)
  - Pré-história do Irão (antes de 1000 a.C.)
  - Pré-história do Cáucaso (antes de 1000 a.C.)
- Pré-história da China (antes de 1000 a.C.)
- Pré-história da Europa (antes de 800 a.C.)
- Pré-história da Ásia Central (antes de 600 a.C.)
- Pré-história da Sibéria (antes de A.D. 500)
- Pré-colombiana da América (antes de 1492)
  - Pré-história do Brasil (antes de 1500)
- Pré-história da Austrália (antes de 1788)